# Arbed
El Grupo Arbed fue un grupo siderúrgico luxemburgués integrado en el grupo multinacional Arcelor.

## Historia
Los orígenes de Arbed se remontan a 1882, cuando se constituye la sociedad matriz. En 1886 comienza la producción de acero Thomas en Luxemburgo. En 1911 se produce la fusión de las tres siderurgias más importantes de Luxemburgo, con lo que queda creado el Grupo Arbed. A partir de esa fecha su no deja de crecer tanto en Europa como en el resto del mundo, mediante una política de acuerdos y adquisiciones, hasta convertirse en un grupo internacional que figura entre los productores siderúrgicos más importantes a nivel mundial. 
En cuanto a actividades, el grupo está compuesto por sectores industriales complementarios:
- Automoción: Ocupa una posición consolidada en este sector, como uno de los primeros fabricantes europeos de productos planos para el mismo.
- Productos de acero inoxidable, sector en el que es un destacado operador.
- Productos largos, sector en el que es líder en los mercados de perfiles y tablestacas.

El Grupo Arbed continúa desarrollándose en áreas complementarias a las actividades siderúrgicas y al procesamiento de productos metálicos. Es uno de los primeros productores mundiales de steelcord y líder en la fabricación de productos trefilados en Sudamérica. También desarrolla actividades en el campo de la producción de lámina de cobre para la industria de la electrónica. La red comercial, de ventas y de marketing llega a más de 60 países. El área de ingeniería del Grupo comercializa a nivel mundial su experiencia en el campo de la siderurgia. 
El último acuerdo ha sido la unión con los grupos siderúrgicos Aceralia y Usinor para dar lugar al nacimiento de Arcelor, uno de los más importantes grupos siderúrgicos del mundo. El proyecto de integración se materializó el 18 de febrero de 2002 con la cotización en Bolsa del nuevo grupo.